# Oebalus mexicanus
Oebalus mexicanus är en insektsart som först beskrevs av Sailer 1944.  Oebalus mexicanus ingår i släktet Oebalus och familjen bärfisar. Inga underarter finns listade i Catalogue of Life.